# St. Sebastian (Biberach)

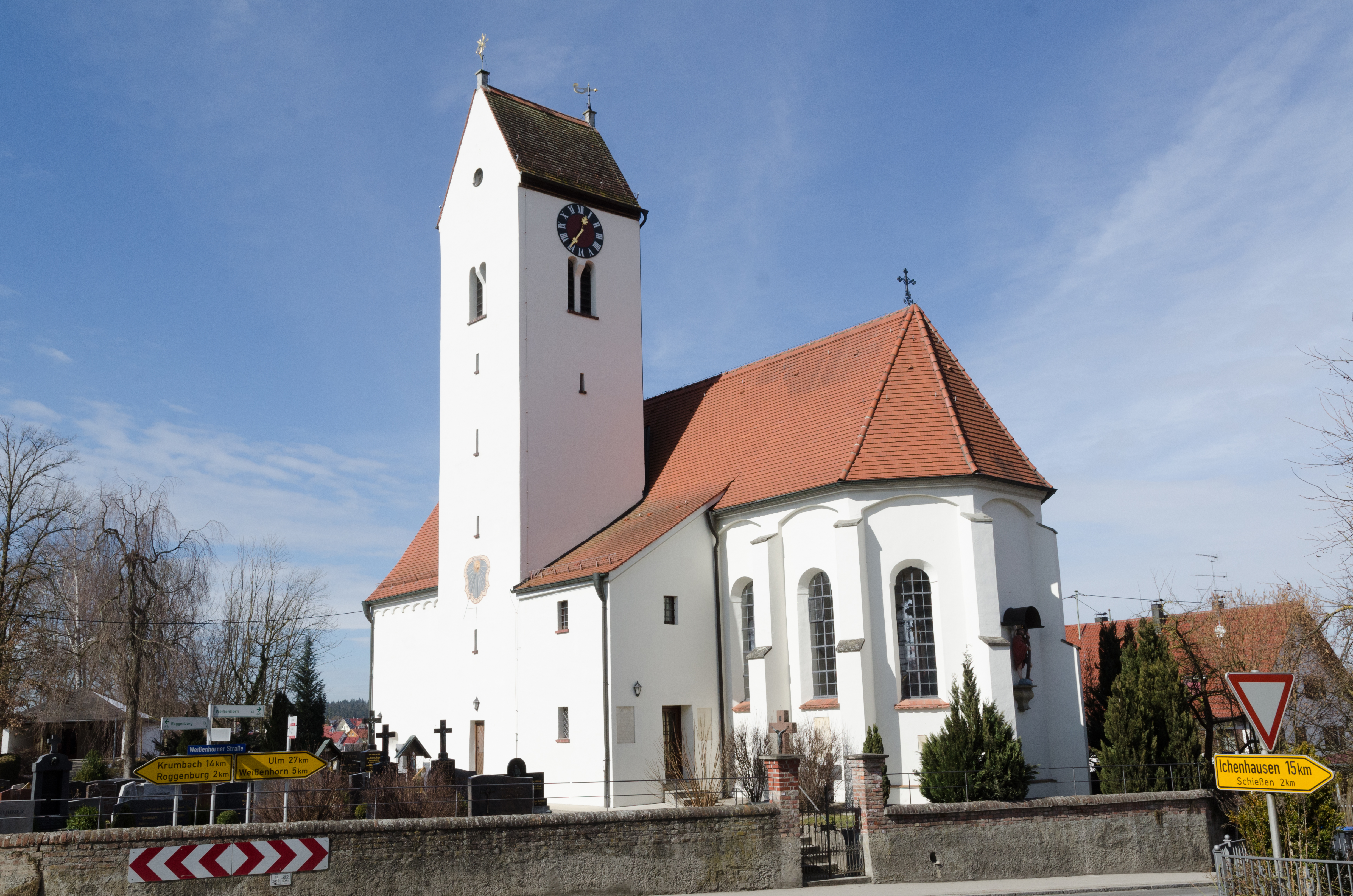
St. Sebastian in Biberach

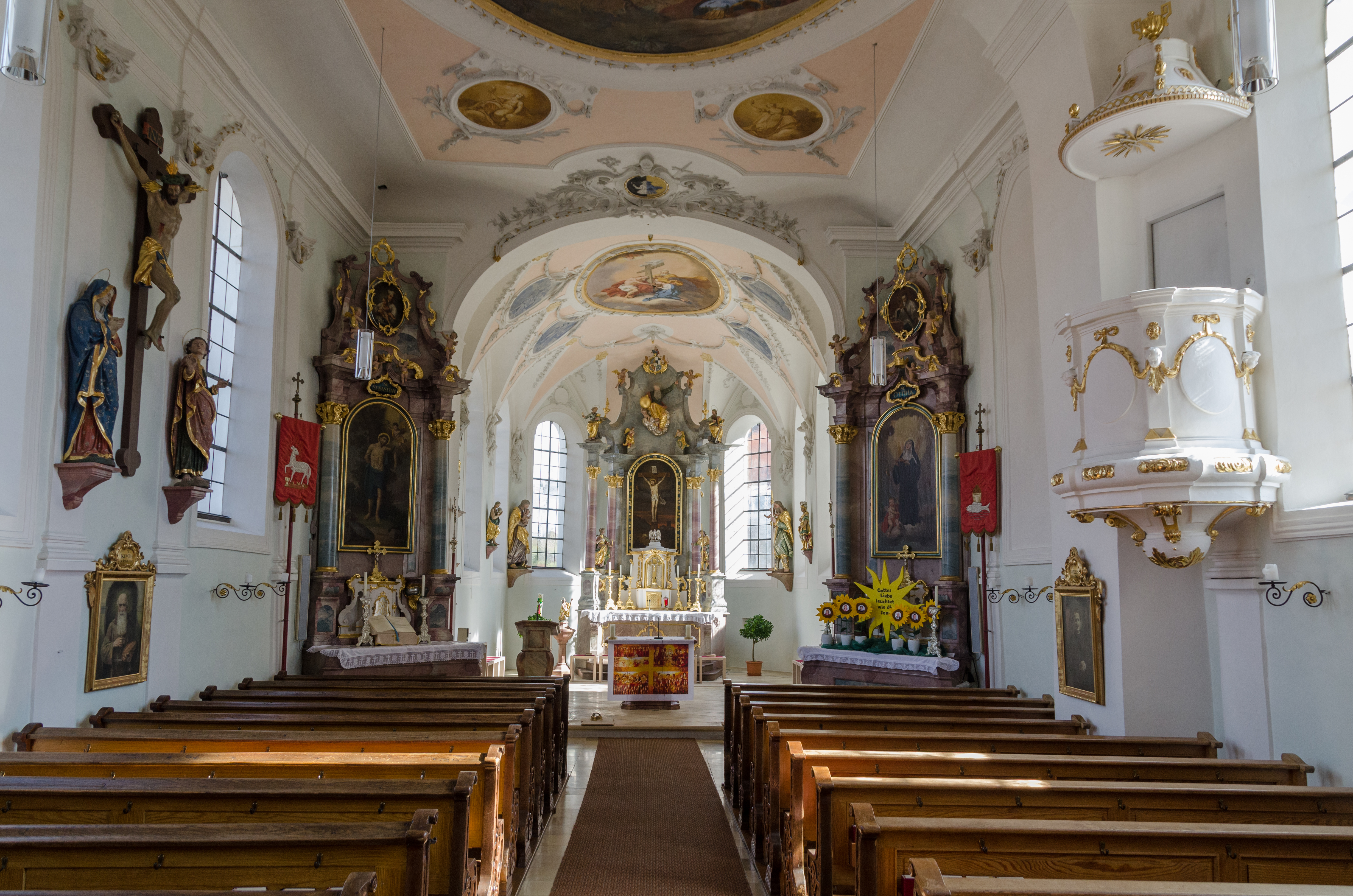
Innenraum

Die römisch-katholische Pfarrkirche St. Sebastian steht in Biberach, einem Gemeindeteil von Roggenburg im Landkreis Neu-Ulm in Bayern. Das Bauwerk ist in der Liste der Baudenkmäler in Roggenburg als Baudenkmal unter der Nr. D-7-75-149-14 eingetragen. Die Kirche ist dem heiligen Sebastian und der heiligen Odilia gewidmet und gehört zum Dekanat Neu-Ulm des Bistums Augsburg.

## Beschreibung
Die im letzten Drittel des 15. Jahrhunderts errichtete und im 18. Jahrhundert mehrfach umgebaute Saalkirche besteht aus einem Langhaus, das 1787 verlängert wurde, einem eingezogenen, dreiseitig geschlossenen, von Strebepfeilern gestützten Chor im Osten, einer Sakristei an seiner Südwand und benachbart von ihr der Kirchturm an der Südwand des Langhauses, der quer mit einem Satteldach bedeckt ist. Sein oberstes Geschoss beherbergt den Glockenstuhl und die Turmuhr. Im Außenraum des Langhauses befindet sich unter der Dachtraufe seines Satteldachs ein Bogenfries. Der frühklassizistisch gestaltete Innenraum ist mit einer Flachdecke überspannt, der des Chors mit einem Stichkappengewölbe. Über dem Chorbogen befindet sich ein Wappen des Klosters Roggenburg. Die Fresken, im Chor über die Marienkrönung und im Langhaus über den heiligen Sebastian, stammen von Konrad Huber. Die Mondsichelmadonna im Hochaltar stammt aus dem Umkreis von Christoph Rodt.